# Dolina Środkowej Noteci i Kanału Bydgoskiego
Dolina Środkowej Noteci i Kanału Bydgoskiego este o arie protejată (arie de protecție specială avifaunistică — SPA) din Polonia întinsă pe o suprafață de 32.672,07 ha, integral pe uscat.

## Localizare
Centrul sitului Dolina Środkowej Noteci i Kanału Bydgoskiego este situat la coordonatele 53°04′28″N 17°10′33″E / 53.0745°N 17.1759°E.

## Înființare
Situl Dolina Środkowej Noteci i Kanału Bydgoskiego a fost declarat arie de protecție specială avifaunistică în noiembrie 2004 pentru a proteja 34 de specii de animale.

## Biodiversitate
Situată în ecoregiunea continentală, aria protejată nu include niciun habitat protejat.
La baza desemnării sitului se află mai multe specii protejate de  păsări (34): pescăruș albastru (Alcedo atthis), rață lingurar (Anas clypeata), rață fluierătoare (Anas penelope), rață mare (Anas platyrhynchos), rață pestriță (Anas strepera), gârliță mare (Anser albifrons), gâscă cenușie (Anser anser), gâscă de semănătură (Anser fabalis), acvilă țipătoare mică (Aquila pomarina), buhai de baltă (Botaurus stellaris), mugurar roșu (Carpodacus erythrinus), chirighiță neagră (Chlidonias niger), barză albă (Ciconia ciconia), erete de stuf (Circus aeruginosus), erete cenușiu (Circus pygargus), cristeiul de câmp (Crex crex), Cygnus columbianus bewickii, lebădă de iarnă (Cygnus cygnus), lebădă de vară (Cygnus olor), egretă albă (Egretta alba), lișiță (Fulica atra), becațină comună (Gallinago gallinago), cocor (Grus grus), codalb (Haliaeetus albicilla), stârc pitic (Ixobrychus minutus), sfrâncioc roșiatic (Lanius collurio), sitar de mâl (Limosa limosa), gușă albastră (Luscinia svecica), gaia neagră (Milvus migrans), gaia roșie (Milvus milvus), culic mare (Numenius arquata), ploier auriu (Pluvialis apricaria), cresteț cenușiu (Porzana parva), nagâț (Vanellus vanellus).